# Stenoland
Het Stenoland is een gebied in Nationaal park Noordoost-Groenland in het oosten van Groenland.

## Geografie
Het gebied wordt in het oosten begrensd door de Wordiegletsjer, in het zuiden door het Promenadedal en in het westen door de Vibekegletsjer. In het noordoosten ligt aan de andere kant van de gletsjer het Payerland, in het zuiden het Hudsonland en in het westen het Ole Rømerland.

### Gletsjers
In het gebied liggen meerdere gletsjers. Naast de Vibekegletsjer en de Wordiegletsjer, is dat onder andere de Irisgletsjer. Tevens ligt er aan de oostzijde van de Wordiegletsjer ook de Grantagletsjer.